# Campionati arabi di lotta 2021
I campionati arabi di lotta 2021 si sono svolti a Sharm el-Sheikh, in Egitto, dal 26 al 29 novembre 2021.

## Podi

### Lotta libera
| Evento | Oro                                      | Argento               | Bronzo               |
| 57 kg  | Gamal Abdelnaser Hanafy                  | Mishal Elgyzani       | Fathi Mohamed Jagoub |
| 61 kg  | Yehia Mohamed Salah                      | Faysel Eldosry        | Fasher Gafer         |
| 65 kg  | Alibieg Alibiegow                        | Fathy Tarek Fathy     | Salah Almarafi       |
| 70 kg  | Gadzhimagomed Aliev                      | Osama Magdy Fawzy     | Mohammad Abdelkareem |
| 74 kg  | Amr Rida Ramadan Husajn                  | Hasan Brnawy          | Abdelsalam Elkady    |
| 79 kg  | Mohamed Ahmed Fargaly                    | Hasan Elharsy         | Non assegnato        |
| 86 kg  | Chalid Masud Isma’il Ahmad al-Mutamadawi | Amaar Hawsawy         | Guma Babiker Adam    |
| 92 kg  | Husam Muhammad Mustafa Mirghani          | Abdul Kareem Abuidiaj | Non assegnato        |
| 97 kg  | Moustafa Ali Elsaid Gabr                 | Ibrahim Mohamed Flata | Rashes Edrees        |
| 125 kg | Khaled Amr Zaki                          | Sand Elsaibiany       | Non assegnato        |

### Lotta greco-romana
| Evento | Oro                                 | Argento                    | Bronzo            |
| 55 kg  | Abdalla Mohamed Shaban              | Mostafa Soltan El-Qadi     | Tourkey Hazozi    |
| 60 kg  | Ahmad Fu’ad Fu’ad Husajn Baghduda   | Faisle Eldosory            | Non assegnato     |
| 63 kg  | Moustafa Hassan Abdelall            | Mohammad Fahed             | Mesfer Alsubiae   |
| 67 kg  | Abu Halima as-Sa’id                 | Ahmed Mahmoud Dahshan      | Ahmed Barahmah    |
| 72 kg  | Mahmud Muhammad Szauki Abd ar-Rahim | Amr Abdelfatih Sedik       | Hassan Barnawi    |
| 77 kg  | Wael Hamdy Mohamed                  | Ahmed Salah ElMarafy       | Hassan ElHarsy    |
| 82 kg  | Solutan Ali Damim                   | Emad Ashraf Mohamed        | Ammar Hawsawi     |
| 87 kg  | Mohamed Abdraboo Ali                | Yehia Hussein Abo Tabeeekh | Guma Babiker Adam |
| 97 kg  | Mustafa Ali as-Sajjid Dżabr         | Ibrahim Mohamed Flata      | Non assegnato     |
| 130 kg | Ahmed Essam Samy                    | Sand Elsaibiany            | Non assegnato     |

## Medagliere
Paese ospitante.
| Pos.   | Paese          | Oro | Argento | Bronzo | Totale |
| ------ | -------------- | --- | ------- | ------ | ------ |
| 1      | Egitto         | 17  | 3       | 0      | 20     |
| 2      | Bahrein        | 2   | 0       | 0      | 2      |
| 3      | Giordania      | 1   | 6       | 1      | 8      |
| 4      | Arabia Saudita | 0   | 10      | 6      | 16     |
| 5      | Kuwait         | 0   | 1       | 3      | 4      |
| 6      | Sudan          | 0   | 0       | 4      | 4      |
| Totale | Totale         | 20  | 20      | 14     | 54     |